# Sanna Solberg-Isaksen
Sanna Charlotte Solberg-Isaksen (Bærum, 1990. június 16. –) olimpiai, világ- és Európa-bajnok norvég válogatott kézilabdázó, balszélső, a dán Esbjerg játékosa.

## Pályafutása

### Klubcsapatokban
Sanna Solberg pályafutásának első klubja a Helset volt, 2007-ben igazolt a Stabækhez. Ott mutatkozott be a norvég első osztályba és egy csapatban szerepelt testvérével, Siljével. 2014 nyarán hároméves szerződést írt alá a Larvikhoz, amely csapat akkor az ország és Európa egyik legerősebb klubcsapatának számított. 2015-ben és 2016-ban bajnoki címet nyert a csapattal, 2014-ben és 2015-ben pedig kupagyőzelmet is ünnepelhetett. 2017 telén a dán Team Esbjerg játékosa lett, akikkel első szezonjában kupagyőztes lett. 

### A válogatottban
Junior korosztályban világ- és Európa-bajnokságot nyert 2009-ben és 2010-ben. Utóbbi tornán az All-Star csapatba is beválasztották. A norvég válogatottban 2010-ben mutatkozott be. 2013-ban részt vett a világbajnokságon, ez volt az első felnőtt világversenye. 2015-ben világbajnok lett. 2016-ban szerepelt a riói, majd a 2021-re halasztott tokiói olimpián, mindkét alkalommam bronzérmes lett. 2020-ban harmadik aranyérmét szerezte meg az Európa-bajnokságon. A 2023-as világbajnokságon a döntőben Franciaországtól kikapva ezüstérmes lett a válogatottal.
A 2024-es párizsi olimpián győztes norvég válogatott tagja volt.

## Sikerei, díjai
- Junior Európa-bajnokság:
  - Győztes: 2009
- Junior világbajnokság:
  - Győztes: 2010
- Norvég bajnok: 2015, 2016
- Norvég kupagyőztes: 2014, 2015
- Dán bajnok: 2019, 2020, 2023
- Dán kupagyőztes: 2017, 2021, 2022
  - Ezüstérmes: 2018

## Magánélete
Ikertestvére Silje Solberg-Østhassel világ-és Európa-bajnok kézilabdázó, kapus, korábban a Győri Audi ETO KC játékosa. Édesanyjuk svéd, édesapjuk a norvég Stein Erik Solberg.
Házas, vezetékneve Solberg-Isaksen lett. 2022 júliusában jelentették be, hogy első gyermekét várják férjével, Kjetil Isaksennel. 2023 januárjában született meg kislánya, Mathea.

## Egyéni elismerései
- A 2010-es junior-világbajnokság legjobb balszélsője
- A dán Damehåndboldligaen legjobb balszélsője: 2017–2018
- A 2019–2020-as Bajnokok Ligája és a 2021–2022-es Bajnokok Ligája  szezon legjobb balszélsője[11][12]